# TOFROM YAESU
35°40′51″N 139°46′14″E / 35.68083°N 139.77056°E
TOFROM YAESU（日语：トフロム ヤエス）前身名稱為日本東京車站八重洲一丁目東區市區再開發項目，2025年3月3日正式定名為現在名稱，主要的業主是東京證券交易所上市公司東京建物株式会社。
整個專案分為A區和B區，其中B區的前身為八重洲巴士總站，專案事業單位為「東京車站八重洲一丁目東B地區都市再開發協會」於2019年1月成立
，向東京都政府申請建設計畫，政府相關單位於2020年6月先批准這個專案，2021年10月1日B區開始動工，預計2025年7月31日竣工；A區則在2022年2月成立「東京車站八重洲一丁目東A地區都市再開發協會」，政府相關單位於2023年1月再批准這個專案，A區於2024年2月1日開始動工，預計兩年後的2026年2月28日竣工。
TOFROM為和製複合語彙，從英文的「TO」和「FROM」為發想源頭，象徵著人（ヒト）、物（モノ）、事（コト）在此匯流的場域，創造多元的發展空間。
整個A區和B區的建設專案完成之後，除了將原先的八重洲巴士總站提升機能以外，同時整個大樓的地下街，也可以從地下層連通到對面的東京車站，以及後方的日本橋站（都營地下鐵），還有增加B3的地下停車場，提升東京都中央區的交通更為便利順暢。